# Neeraj Chopra
Neeraj Chopra (hindi: नीरज चोपड़ा)  (Haryana, Índia, 24 de desembre de 1997) és un atleta indi, especialitzat en el llançament de javelina. Ha participat en 1 Olimpíada, guanyant la medalla d'or en els Jocs Olímpics de Tòquio 2020. A més, ha guanyat 2 medalles (1 d'or) en els Campionats del Món i 2 medalles d'or en els Jocs Asiàtics.
Amb la medalla d'or aconseguida als Jocs Olímpics de Tòquio, Chopra es convertia en el primer atleta indi en guanyar una medalla d'or en atletisme i en el primer asiàtic en aconseguir-ne una en llançament de javelina. El 27 d'agost de 2023, també es convertia en el primer esportista indi de la història en guanyar la medalla d'or en la prova de javelina d'un campionat del món. Actualment té el rècord nacional del seu país, amb una marca de 89.94 metres, aconseguit el 30 de juny de 2022 a Estocolm.
Chopra prové d'una família de grangers del nord de l'Índia.

## Marca personal
| Disciplina             | Marca     | Seu      | Data               |
| ---------------------- | --------- | -------- | ------------------ |
| Llançament de javelina | 89.94m NR | Estocolm | 30 de juny de 2022 |

## Trajectòria professional
| Jocs Olímpics     | Jocs Olímpics | Jocs Olímpics | Jocs Olímpics          |
| Any               | Seu           | Posició       | Prova                  |
| ----------------- | ------------- | ------------- | ---------------------- |
| 2020              | Tòquio        | 1             | Llançament de javelina |
| Campionat del Món |               |               |                        |
| 2017              | Londres       | 15a posició   | Llançament de javelina |
| 2022              | Eugene        | 2             | Llançament de javelina |
| 2023              | Budapest      | 1             | Llançament de javelina |
| Jocs Asiàtics     |               |               |                        |
| 2018              | Jakarta       | 1             | Llançament de javelina |
| 2022              | Hangzhou      | 1             | Llançament de javelina |